# NOVIL GROUP presents BRATRIP
『NOVILGROUP presents BRATRIP』（ノヴィルグループプレゼンツ ブラットリップ）は、bayfmで2012年10月1日から2015年3月30日まで放送されていたラジオ番組。

## 概要
パチンコ・スロットのミリオンを日本全国に展開する総合エンタテインメント企業のNOVILグループの1社提供番組。
放送開始時のパーソナリティはラジオDJ・俳優の櫻隼人。毎回千葉県内の様々な場所をめぐり、その場所の風景・魅力などを紹介しながら地元の人たちと触れ合っていくという番組だった。
第1回の放送は、この番組を放送しているbayfmのおひざ元である幕張周辺から放送を行った。
2014年3月31日放送分をもって櫻が番組を卒業、同年4月からは島村幸男をパーソナリティに迎え、内容をリニューアルして継続した。
放送内容は番組オフィシャルのフェイスブックで紹介されている。その日に訪れた場所のおすすめスポットの写真や放送内でインタビューした人との記念写真などが掲載されている。
2015年3月30日放送分をもって終了、2年半の放送に幕を下ろした。

## パーソナリティー
- 島村幸男

### 過去の出演者
- 櫻隼人(2012年10月1日-2014年3月31日)

## 放送時間
毎週月曜日　12:52〜12:57

## テーマ曲
番組のオープニングとエンディングはアレンジャーとしても活躍する大賀好修率いるSensationの曲が使われている。
- オープニング：Sensation「二重螺旋」
- エンディング：Sensation「Aqua」

2曲ともSensationのアルバム『Sensation I』に収録